# Caspar Baader
Caspar Baader (Basilea, 1º ottobre 1953) è un politico e avvocato svizzero dell'Unione Democratica di Centro (UDC).

## Biografia
Dopo la scuola primaria e secondaria a Gelterkinden, Baader ha completato il liceo a Liestal nel 1972. Successivamente ha studiato presso l'ETH di Agronomia di Zurigo (diploma nel 1977) e presso l'Università di Basilea in diritto (licenza 1982). Nel 1985 è stato ammesso all'Ordine degli avvocati del Canton Basilea Campagna. Oggi Baader è un avvocato e gestisce lo studio legale "Baader & Baader" a Gelterkinden insieme a suo fratello Michael.
Dal 1983 al 1986 Baader è stato membro del consiglio comunale di Bannwil. In sostituzione di Hans-Rudolf Nebiker fu eletto nel consiglio nazionale nel 1998, dove è stato membro, successivamente anche presidente, della Commissione per l'economia e dei tributi. Restò deputato fino al luglio 2014, quando diede le dimissioni per poter stare più vicino alla famiglia e poter dedicare più tempo all'attività professionale, venendo sostituito da Christian Miesch.
Dal 2001 al gennaio 2012 ha presieduto il gruppo parlamentare dell'UDC presso l'Assemblea federale. Politicamente, Baader appartiene all'ala destra dell'UDC.
Caspar Baader è sposato, ha tre figli e vive a Gelterkinden. Nell'esercito svizzero ha conseguito il grado di colonnello.